# Mitarbeiterbindung
Mitarbeiterbindung beinhaltet im Rahmen der Personalpolitik alle Maßnahmen eines Unternehmens, seine Mitarbeiter möglichst lange zu halten bzw. an das Unternehmen zu binden. Die systematische Bündelung verschiedener Maßnahmen dazu wird auch als Retention-Programm bezeichnet und umfasst verschiedene positive Anreize, um qualifizierte Mitarbeiter zu gewinnen und zu halten. Unternehmen, die Wert auf Mitarbeiterbindung legen, zeigen damit auch, dass sie Mitarbeiter als deren wichtigstes und wertvollstes Kapital (Humankapital) betrachten und auch danach handeln.

## Zweck und Ziele
Ziel der Mitarbeiterbindung und daraus erfolgende Maßnahmen sollten sein, besonders die talentierten, bindungsbereiten, leistungsbewussten und qualifizierten Mitarbeiter anzusprechen und zu binden, die für die Unternehmen besonders interessant und zur Erhaltung der Kompetenzen und Leistungsfähigkeit wichtig sind. Mitarbeiterbindung reduziert den Weggang von Mitarbeitern, das heißt die Fluktuation, was vor allem in Führungs- und Schlüsselpositionen von großer Bedeutung ist, reduziert hohe Trennungskosten, stärkt das Arbeitsklima und die Kontinuität der Zusammenarbeit und trägt zu einem positiven Arbeitgeber-Image bzw. Employer Branding bei. Mitarbeiterbindung ist oft auch bei Arbeitskräften mit Schlüsselkompetenzen wichtig, die auf dem Arbeitsmarkt nur schwer oder gar nicht zu gewinnen sind.

## Arten der Mitarbeiterbindung
Man kann diverse Formen der Mitarbeiterbindung unterscheiden. Zur Stärkung der emotionalen Bindung werden je nach Stärken des Unternehmens und einzelnen Mitarbeitersegmenten Maßnahmen auf den Ebenen des Teamklimas, der Unternehmenskultur und der Vorgesetzten eingesetzt. Bei der kalkulativen Bindung wird vom Mitarbeiter abgewägt, von welchen Vor- und Nachteilen er im Unternehmen gegenüber anderen Stellen stärker profitieren kann und was seinen Interessen und Zielen mehr entgegenkommt (Lohn, Karriereziele, Arbeitsmarktfähigkeit usw.). Bei der qualifikationsorientierten Bindung stehen Entwicklungschancen, Weiterbildungsangebote, Arbeitsinhalte und die Mitarbeiterförderung im Zentrum. Diese Art der Mitarbeiterbindung ist besonders wirksam, da High Potentials und motivierte Mitarbeiter in besonderem Maße darauf ansprechen und der Unternehmensbeitrag und Einfluss auf das Leistungsniveau hoch ist.

## Mögliche Maßnahmen und Instrumente
Maßnahmen und Wirkungsfelder sind in der Unternehmenskultur, der Führungspolitik mit sozialkompetenten Führungskräften, in spezifischen Leistungen des Human Resource Managements und in der Personalpolitik und -strategie (Personalentwicklung, Lohnpolitik, Förder- und Nachwuchsprogramme und mehr) vorhanden und zu finden. Zur Mitarbeiterbindung gibt es mehrere Instrumente: überdurchschnittliche Anstellungsbedingungen (z. B. Arbeitsentgelt, Bonuszahlungen, Fringe Benefits, Unkündbarkeit), Urlaub, Auszeichnung oder Belohnung von langjährigen Mitarbeitenden durch Incentives, Arbeitsplatzsicherheit, Mitarbeiterbeteiligung (durch Mitarbeiter-Kapitalbeteiligung wie Belegschaftsaktien oder Mitarbeiter-Erfolgsbeteiligung), Förder- und Nachwuchsprogramme, Möglichkeit von längeren Unterbrechungen (Sabbaticals), und – einem immer stärker werdenden Bedürfnis entsprechend – Angebote im Bereich der Work-Life-Balance und der Betrieblichen Gesundheitsförderung. Aber auch 
- Entwicklungschancen und Perspektiven,
- attraktive und herausfordernde Aufgaben,
- Kompetenzen fördernde Weiterbildungsmöglichkeiten,
- attraktive, flexible Arbeitszeitmodelle,
- sinngebende Tätigkeiten, Ziele und Perspektiven,
- Verantwortungsspielraum und Freiräume,
- Entscheidungs- und Mitgestaltungsmöglichkeiten

sind wichtige und oft erfolgreiche Maßnahmen. Ein gutes Arbeitsklima, moderne Führungsinstrumente, eine Mitarbeiter respektierende und fördernde Unternehmenskultur und eine attraktive leistungsorientierte Lohnpolitik, Laufbahnberatung und Karriereangebote gehören ebenfalls zu den bindungsrelevanten Faktoren. Es gibt immer mehr Hinweise und Studien, dass immaterielle und emotionale Faktoren wichtiger und nachhaltiger sind als materielle Leistungen wie hohe Löhne oder Boni.

## Die Wahl geeigneter Instrumente
Die Wahl der geeignetsten Instrumente wird von mehreren Faktoren beeinflusst. Es sind dies vor allem die Mitarbeiterstruktur, also Alter, Zivilstand, Bildungsniveau, Geschlechter, Familienverhältnisse, durchschnittliche Verweildauer im Unternehmen und mehr Faktoren einerseits und Mitarbeiterbedürfnisse andererseits zentral. Es macht zudem oft auch Sinn, für einzelne Mitarbeitersegmente, beispielsweise nach Funktionen, Bildungsniveau, Positionen, Lebenszyklus usw. unterschiedliche Bindungsinstrumente anzuwenden. Bei der Wahl von Bindungsinstrumenten und Maßnahmen ist es wichtig, dass diese mit Unternehmenszielen, -strategien und -werten einerseits und den Mitarbeiteransprüchen und -bedürfnissen andererseits übereinstimmen und diese Übereinstimmung von den Mitarbeitern und Führungskräften auch erkannt wird. Es ist wichtig, auf bindungsbereite und bindungsfähige Mitarbeiter schon bei der Personalgewinnung zu achten (Lebenslauf-Analyse, Arbeitsmotivation, hohe Identifikationsbereitschaft mit Aufgaben und Unternehmen usw.) und solche Bewerber zu favorisieren, da dies Unternehmen dann auch vom Druck permanenter und teilweise hohe Kosten verursachender Bindungsmaßnahmen entlastet. 

## Einführung und Konzeption
Die Realisierung von Maßnahmen sollte aufgrund einer systematischen Ist- und Problemanalyse konsequent ursachen- und bedarfsbezogen erfolgen. Die Ausrichtung auf Problembehebung und Bedürfnisse kann beispielsweise durch eine Mitarbeiterbefragung unterstützt und in Mitarbeitergesprächen eruiert werden. Die Maßnahmen sollten auf Bedürfnisse bestimmter Mitarbeitersegmente ausgerichtet und differenziert werden (Alter, Bildungsniveau, Familienanteile, Schlüsselpositionen usw.), Mitarbeiter in die Entscheidungen miteinbezogen werden und die Maßnahmen von Beginn weg aktiv mitgestalten können. Um wettbewerbsfähig zu bleiben, müssen Unternehmen ihre Mitarbeiterleistungen kontinuierlich weiterentwickeln und an die sich ändernden Erwartungen anpassen. Eine authentische Unternehmenskultur und gelebte Werte sind dabei genauso wichtig wie konkrete Benefits. Man sollte vor allem Maßnahmen ergreifen, die die Mitarbeiterförderung und die Qualifizierung stärken, womit man einen besonders nachhaltigen und substanziellen Bindungseffekt erreicht und talentierte und qualifizierte Mitarbeiter bindet. 